# Dreisbachia mira
Dreisbachia mira är en stekelart som först beskrevs av Tosquinet 1903.  Dreisbachia mira ingår i släktet Dreisbachia och familjen brokparasitsteklar. Inga underarter finns listade i Catalogue of Life.